# Orriols (Bàscara)
Orriols és un veïnat del municipi alt-empordanès de Bàscara. En destaquen l'Església de Sant Genís, amb l'absis d'estil romànic, i el Castell d'Orriols, a la divisòria d'aigües del Ter i del Fluvià i la capçalera del Cinyana. El 2019 tenia 165 habitants, la meitat viu al poble i l'altre meitat al disseminat.

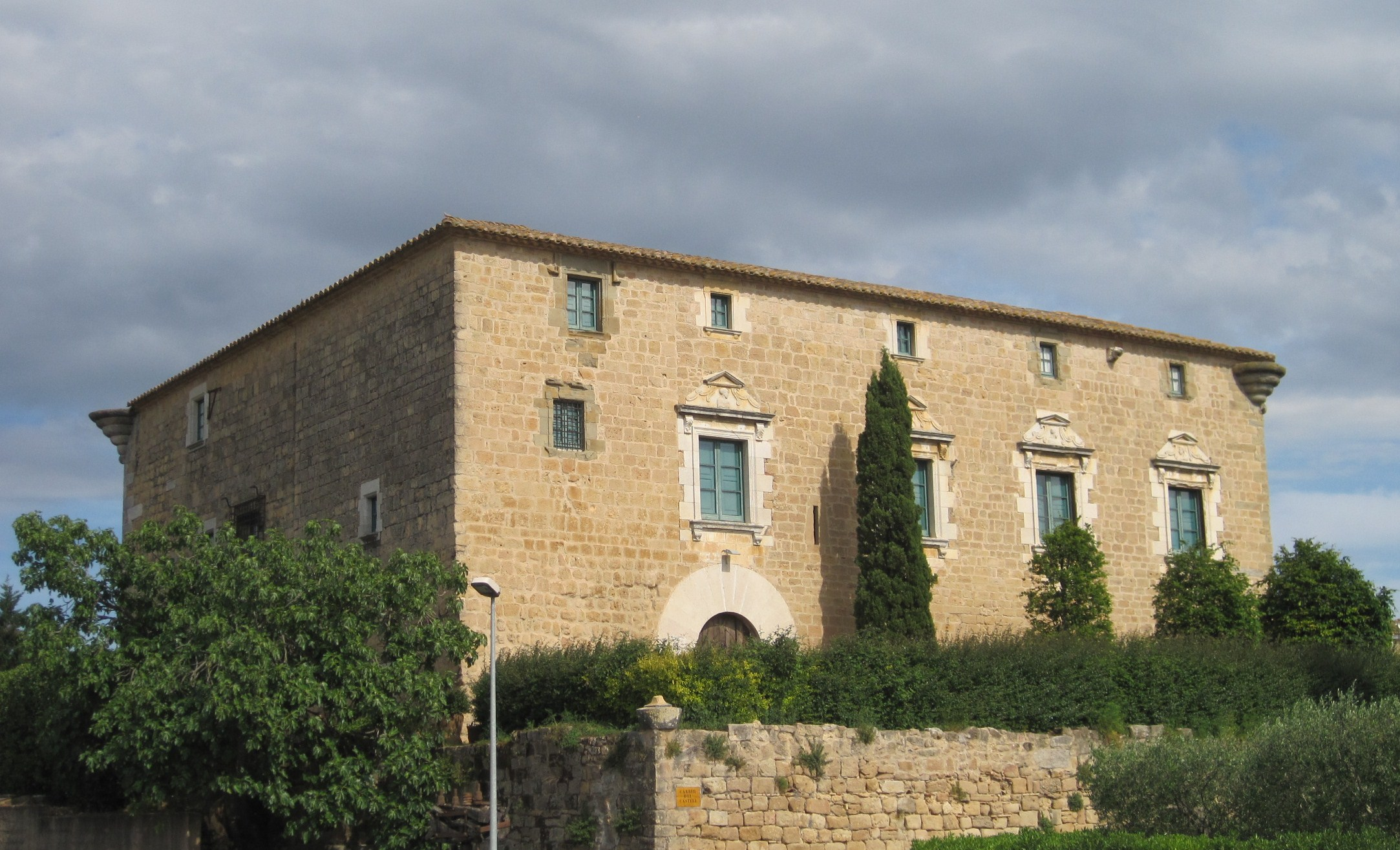
Castell Palau d'Orriols

## Història
S'ha trobat material ceràmic d'època romana al nucli urbà. El nom d'Orriols, Oriolus Villa, apareix citat per primer cop el 921 en un document com a límit sud del terme de Bàscara. També s'esmenta el camí ral com a «via mercadera». La referència més reculada de la nissaga dels senyors del castell apareix en un testament de 1020, al qual un cert Tedmar d'Orriols figura com a testimoni. la parròquia de Sant Genís és documentada des de 1083.

### Seglesxiii-xv
El castell pateix danys a conseqüència de les lluites entre el comte d'Empúries i el vescomte de Rocabertí el 1265.
La família d'Orriols haviat perdut la jurisdicció del castell i baronia per empenyorament i passa a mans del rei. El 1380 Bartomeu d'Avellaneda compra la jurisdicció d'Orriols i la del Vilar de Terradelles al rei Pere IV. Aquest mateix any Bernat Alemany d'Orriols ven a Bartomeu d'Avellaneda el castell d'Orriols i tots els seus béns mobles situats a Orriols i al Vilar de Terradelles pel preu de 70.000 sous. L'any següent, el mateix monarca concedeix a Bartomeu d'Avellaneda dos privilegis: Un que l'autoritzava a celebrar mercat a Orriols els dilluns i un altre què li concedia el desviament del camí ral per fer-lo passar dins del poble. Cap d'aquestes concessions s'arribà a aplicar. El 1401 hi ha una primera notícia documentada de la universitat d'Orriols, institució equivalent als actuals ajuntaments
- 1359. Primer recompte de població conegut. Hi havia 18 cases.
- 1497. El poble tenia 13 cases habitades segons un fogatge general

### Seglesxvi-xviii
Als primers anys del segle xvi s'extingeix la línia masculina dels Avellaneda i la baronia d'Orriols passa a mans dels Desbac, senyors del castell de Rocabruna. El 1599, el bisbe de Girona Francisco Arévalo de Zuazo autoritzà la construcció a l'església parroquial d'un altar dedicat a la Verge del Roser. Durant els segles xvi i xvi es reconstrueix i s'amplia el castell que per la seva funció militar i es converteix en palau.
El 1698, el batlle general de Catalunya concedeix a la universitat el dret d'atorgar en exclusiva la concessió sobre hostal, fleca i la gabella. Anteriorment el municipi es llogava anualment el dret de vendre aquest articles sense el preceptiu permís superior.
- 1553. El poble comptava amb 14 cases i una seixantena d'habitants.
- 1638. Segons un capbreu hi havia almenys 23 caps de casa.
- 1708. Hi ha via 31 cases habitades.
- 1787. Segons el cens del comte de Floridablanca vivien al poble 150 habitants.

### Seglesxix-xx
El rei Carles IV passa per Orriols el 1803 durant un viatge que feu a Figueres. Durant la guerra del Francès (1808-1809) el poble és incendiat i saquejat. Es constitueix una companyia de diligències que feia el trajecte de Barcelona a Figueres i Orriols és escollit com a lloc de parada i de canvi de cavalls. Es comença a construir l'hostal del Mig, actualment can Pau.

## Llocs d'interés[4]
- Castell Palau del segle xvi d'estil renaixentista
- església de Sant Genís del segle xii, d'estil romànic
- El Gorg Blau al Cinyana